# Алтынсарино (Туркестанская область)
Алтынсарино (каз. Алтынсарин) — село в Жетысайском районе Туркестанской области Казахстана. Входит в состав Макталинского сельского округа. Код КАТО — 514479200.

## Население
В 1999 году население села составляло 777 человек (364 мужчины и 413 женщин). По данным переписи 2009 года, в селе проживало 826 человек (401 мужчина и 425 женщин).